# Wirtschaftsverband Großhandel Metallhalbzeug
Der Wirtschaftsverband Großhandel Metallhalbzeug e. V. (WGM) ist ein 1948 in Wiesbaden gegründeter Wirtschaftsverband für Unternehmen des Nichteisen-Metallhalbzeughandels. Im Sommer 2006 verlegte der Verband seinen Sitz von Bonn nach Berlin.

## Ausrichtung und Struktur
Der WGM ist Wissensnetzwerk und Dienstleister des NE-Metallhalbzeug-Handels. Handelsunternehmen sind ordentliche Mitglieder des WGM, Halbzeug-Werke sind fördernde Mitglieder. Insgesamt hat der WGM rund 95 Mitglieder aus Deutschland sowie dem benachbarten Ausland.

## Angebot und Aktivitäten
Die Verbandsarbeit lässt sich in fünf Geschäftsfelder untergliedern: Der WGM informiert und berät, entwickelt Branchenprojekte und setzt diese um, bietet Seminare an, ist Geschäftsnetzwerk und vertritt die Interessen seiner Mitglieder.

### Information und Beratung
Der Verband informiert seine Mitglieder über branchenrelevante Themen, Änderungen betriebswirtschaftlicher Rahmenbedingungen, die Entwicklung der Metallmärkte oder die konjunkturelle Lage wichtiger Absatzmärkte. Die Informationsdienstleistungen umfassen Nachrichten zu Themen und Gesetzesinitiativen aus Wirtschaft, Außenhandel, Steuer- oder Umweltrecht sowie Analysen der Metallmärkte und der Konjunktur. Diese Informationen werden den Mitgliedern in Form von Publikationen, Rundschreiben oder im Rahmen von Vorträgen zur Verfügung gestellt.
Kostenlose Erstberatung erhalten Unternehmen in Bezug auf die Anpassung des Unternehmens an nationale und europäische Regelungen, in Bezug auf technische Fragen zu Halbzeugen oder bei Fragen zu Reklamationen. Beantwortet werden zudem allgemeine individuelle Fragen der Mitglieder. Fach-Gremien, wie der Arbeitskreis Technik, unterstützen den Verband bei seinen Informations- und Beratungsdienstleistungen.
Der Verband betreibt Research und stellt die gewonnenen Informationen zur Verfügung. Ergebnisse der Research-Arbeit sind monatliche Lager- und Absatzstatistiken, Preisstatistiken und quartalsweise Geschäftsklimaumfragen.
Schiedsgericht: Mitglieder können ein Schiedsgericht nutzen, um Meinungsverschiedenheiten außergerichtlich beizulegen.

### Geschäftsnetzwerk
WGM-Veranstaltungen, wie die Regionalgespräche, die Frühjahrstreffen, die Mitgliederversammlung und die Herbsttagung, sind wichtige Bestandteile des Geschäftsnetzwerks. Der Verband hat Compliance-Leitlinien beschlossen und tritt für die Aufrechterhaltung und Sicherung eines fairen Wettbewerbs ein. Im Rahmen der Verbandsarbeit verpflichten sich die Verbandsorgane, die Mitarbeiter und deren Mitgliedsunternehmen, die strikte Beachtung sämtlicher Vorgaben des Kartell- und Wettbewerbsrechts sicherzustellen.

### Weiterbildung
Das Seminarangebot ist auf den NE-Metallhalbzeug-Handel zugeschnitten und unterstützt Mitgliedsunternehmen und deren Mitarbeiter bei der Weiterentwicklung. Der Verband bietet jährlich fünf verschiedene Seminartypen an: Einsteigerseminare, Produktseminare, JuMet-Seminare, Management-Seminare und Fachseminare.

### Interessenvertretung
Der Verband vertritt die Interessen des NE-Metallhalbzeug-Handels gegenüber dem Gesetzgeber, Nichtregierungsorganisationen und nationalen wie internationalen Institutionen. Im Fokus der Interessenvertretung steht die politische Beratung bei der Gestaltung und Umsetzung von Gesetzen, die für den NE-Metallhalbzeug-Handel relevant sind. Das Leitbild dabei ist es, die Bedeutung von Metallen zu stärken.

### Branchenprojekte
Der Verband setzt in Abstimmung mit seinen Mitgliedern Branchenprojekte um. Eines dieser Projekte ist z. B. die Realisierung eines WGM Gemeinschafts-Pavillons im Rahmen der ALUMINIUM Messe seit 2012.